# 신공동역 성서
신공동역 성서 (新共同訳聖書)은 일본어로 번역된 성경 가운데 하나이다. 1987년에 처음 발행되었다.

## 역사
20세기 후반에 일어난 에큐메니컬 운동(교회 일치 운동)의 흐름에 따라 서로 다른 성서를 이용해온 개신교와 로마 가톨릭교회가 세계 각국에서 성서를 각 나라의 언어로 번역하기 시작하였다.
일본 기독교계에서도 에큐메니컬 운동 흐름의 영향을 받아 번역 위원회가 결성되어 1978년에 공동번역 성서를 출판하였다.
그러나 공동번역성서는 고유 명사의 원음 표기가 의역으로 인해 성경의 본래 뜻이 사라져 버렸다는 이유로 평판이 좋지 않아서 일본 기독교계에서 별로 받아 들여지지 않았다. 이후에 새로 번역 위원회를 구성해 1987년에 신공동역 성서를 출판하였다. 현재 일본에서 가장 널리 쓰이는 성경이다.

## 같이 보기
- 공동번역 성서